# 김대훈 (희극인)
김대훈(1981년 5월 26일 ~ )는 대한민국의 희극인이다.

## 출연작

### 예능
- 웃찾사 (SBS)
- 개그1 (SBS)